# Kosovské národní divadlo
Kosovské národní divadlo (albánsky: Teatri Kombëtar) je divadelní scéna sídlící v Prištině v Kosovu. Byla založená v roce 1946 ve městě Prizren. Šlo o první profesionální divadlo v Kosovu a dnes je jediným veřejným divadlem v Kosovu. Založeno bylo vládou Socialistické autonomní oblasti Kosovo a dnes je financováno Ministerstvem kultury, mládeže a tělovýchovy Kosova. Zpočátku se jmenovalo Lidové zemské divadlo a bylo umístěno ve sportovním centru Partizan. Zakladateli prvního souboru byli Pavle Vugrinac a Milan a Cica Petrovićovi. V roce 1946 bylo divadlo přestěhováno do Prištiny a přerušilo činnost, neboť čekalo na stavbu nové budovy. Tam se začalo znovu hrát v roce 1949. Od roku 1981 až do konce války v Kosovu divadlo pracovalo pod srbským politickým tlakem, v roce 1990 bylo mnoho albánských umělců propuštěno. V roce 1989 divadlo oslavilo čtyřstou premiéru. V roce 1999 byl název změněn na Národní divadlo. K nejslavnějším hercům historie patřil Bekim Fehmiu. Kromě činoherního souboru funguje v rámci Národního divadla i soubor baletní.